# Balassa József (nyelvész)
Balassa József, születési és 1881-ig használt nevén Weidinger József (Baja, 1864. február 11. – Budapest, 1945. február 26.) magyar nyelvész, tanár.

## Élete
Weidinger Salamon és Deutsch Rozália fiaként született. Egyetemi tanulmányait a fővárosban és Bécsben végezte el. 1885-ben bölcsészdoktori, egy évvel később pedig tanári oklevelet szerzett. 1886-tól Székesfehérváron, 1892-től Debrecenben, 1896-1918 között pedig a fővárosban tanított. A Tanácsköztársaság idején egyetemi tanár lett. A Tanácsköztársaság bukása után megfosztották egyetemi katedrájától, így tanárként nem tudott dolgozni. 1920-tól mintegy húsz éven át a Magyar Nyelvőr szerkesztője volt. Halálát szívbénulás okozta. Felesége Hermann Julianna volt.

## Munkássága

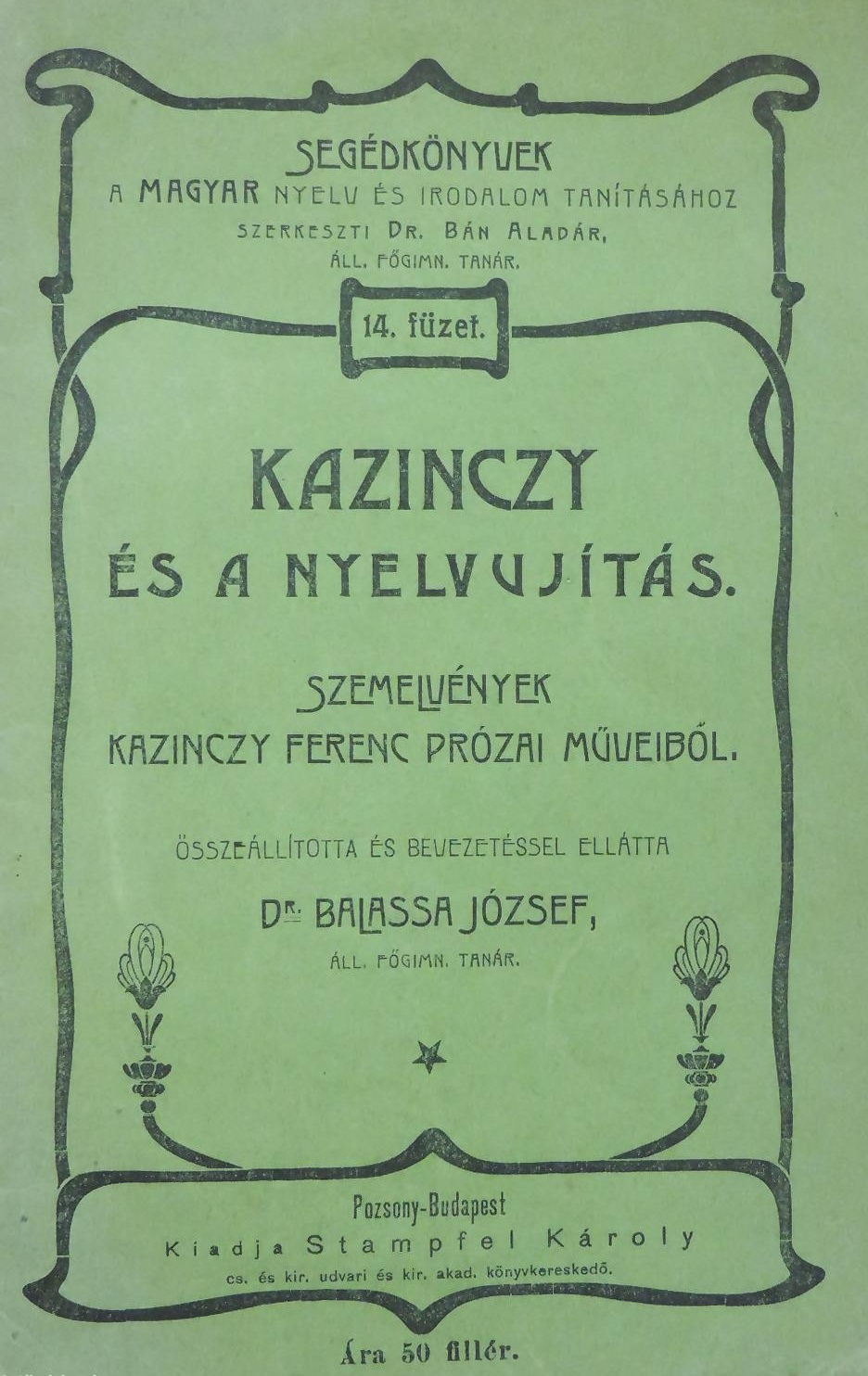
Kazinczy és a nyelvújítás. Szemelvények Kazinczy Ferenc prózai műveiből

A hazai nyelvtudomány egyik jelentős képviselője. Fonetikával, nyelvjáráskutatással foglalkozott. Számos értekezésben, tanulmányban népszerűsítette a magyar nyelvre vonatkozó ismereteket; több iskolai nyelvkönyv szerzője, továbbá németek számára német nyelvű magyar nyelvtant szerkesztett Palóczy Lipóttal valamint német-magyar szótárt Simonyi Zsigmonddal. A Toussaint-Langenscheidt nyelvoktatási tanfolyamok sorozatában a magyar tanfolyamot írta.

## Szabadkőműves pályafutása
1898-ban vették fel a Könyves Kálmán páholyba, hamarosan helyettes főmester, és a szövetségtanács tagja lesz. 1914-20 között a Magyarországi Symbolikus Nagypáholy helyettes nagymestereként dolgozott. A szabadkőművesség 1920-as betiltása után világszerte nagymesterként ismerték el, bár hivatalos megválasztására nem kerülhetett sor. 1926-ban Belgrádban a nagyszabású szabadkőműves kongresszuson a magyar küldöttséget vezeti. 1928-ban a New York-i Kossuth-szobor leleplezésére kiutazott hazai küldöttségben nem hivatalosan, de kormányzati felkérésre a magyar szabadkőművességet képviselte.

## Művei
- A phonetika elemei (1886)
- A magyar nyelvjárások osztályozása és jellemzése (1891)
- A magyar nyelv (Az Athenaeum Kézikönyvtára, 1899)
- Magyar fonetika (1904) Online
- Kazinczy és a nyelvújítás : szemelvények Kazinczy Ferenc prózai műveiből Össz. (1904)
- A szabadkőművesség története (1922)
- Helyes magyarság (1926)
- Az egységes magyar helyesírás szótára és szabályai (1929)
- Kossuth Amerikában (1931)
- A magyar nyelv életrajza (1937) Tinta Könyvkiadó, Balassa József: A magyar nyelv életrajza, reprint kiadás
- A nyelvek élete (1938) Tinta Könyvkiadó, Balassa József: A nyelvek élete, A nagyközönség számára, reprint kiadás
- A magyar nyelv szótára I-II. (1940)
- A Magyar Nyelvőr története (1872-1940) (1941)
- A magyar nyelv könyve (1943, oroszul 1951)

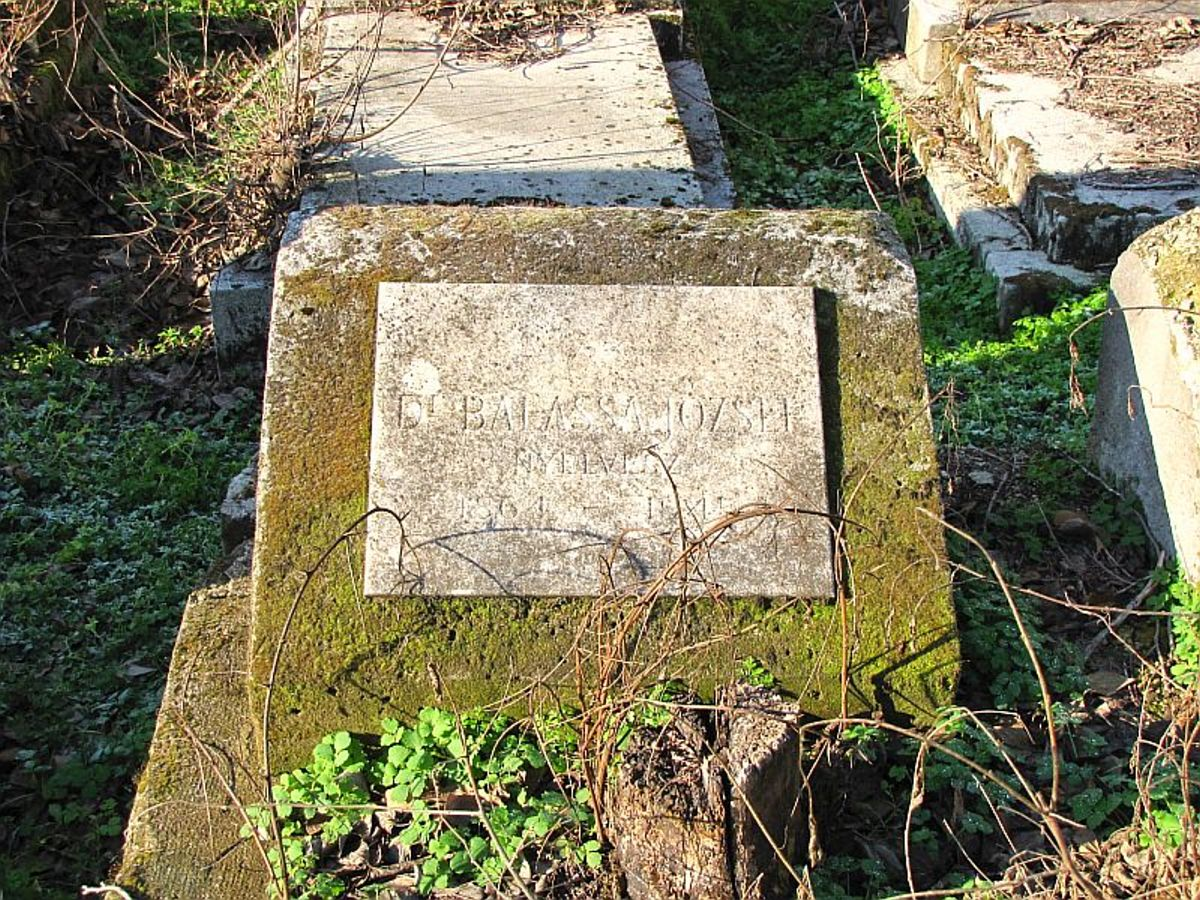
Sírja a Kozma utcai izraelita temetőben (7A-8-10)